# نورمن جیمز کریسپ
اِن. جی. کریسپ (انگلیسی: N. J. Crisp؛ ۱۱ دسامبر ۱۹۲۳ – ۱۴ ژوئن ۲۰۰۵) یک فیلم‌نامه‌نویس، نمایشنامه‌نویس و نویسنده اهل بریتانیا بود.
از فیلم‌ها یا مجموعه‌های تلویزیونی که وی در آن‌ها نقش داشته است می‌توان به ارتش سری اشاره نمود.